# Cucumerunio websteri
Cucumerunio websteri är en musselart. Cucumerunio websteri ingår i släktet Cucumerunio och familjen Hyriidae.

## Underarter
Arten delas in i följande underarter:
- C. w. delli
- C. w. websteri

## Bildgalleri

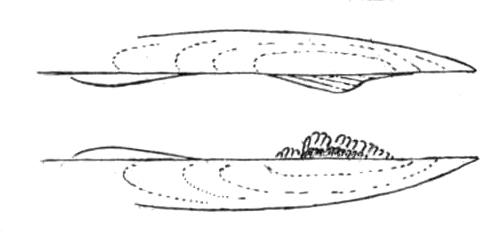
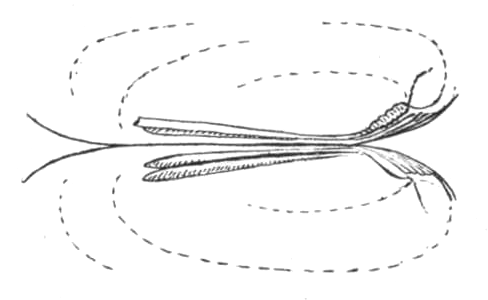